# Pfarrkirche Schwand im Innkreis

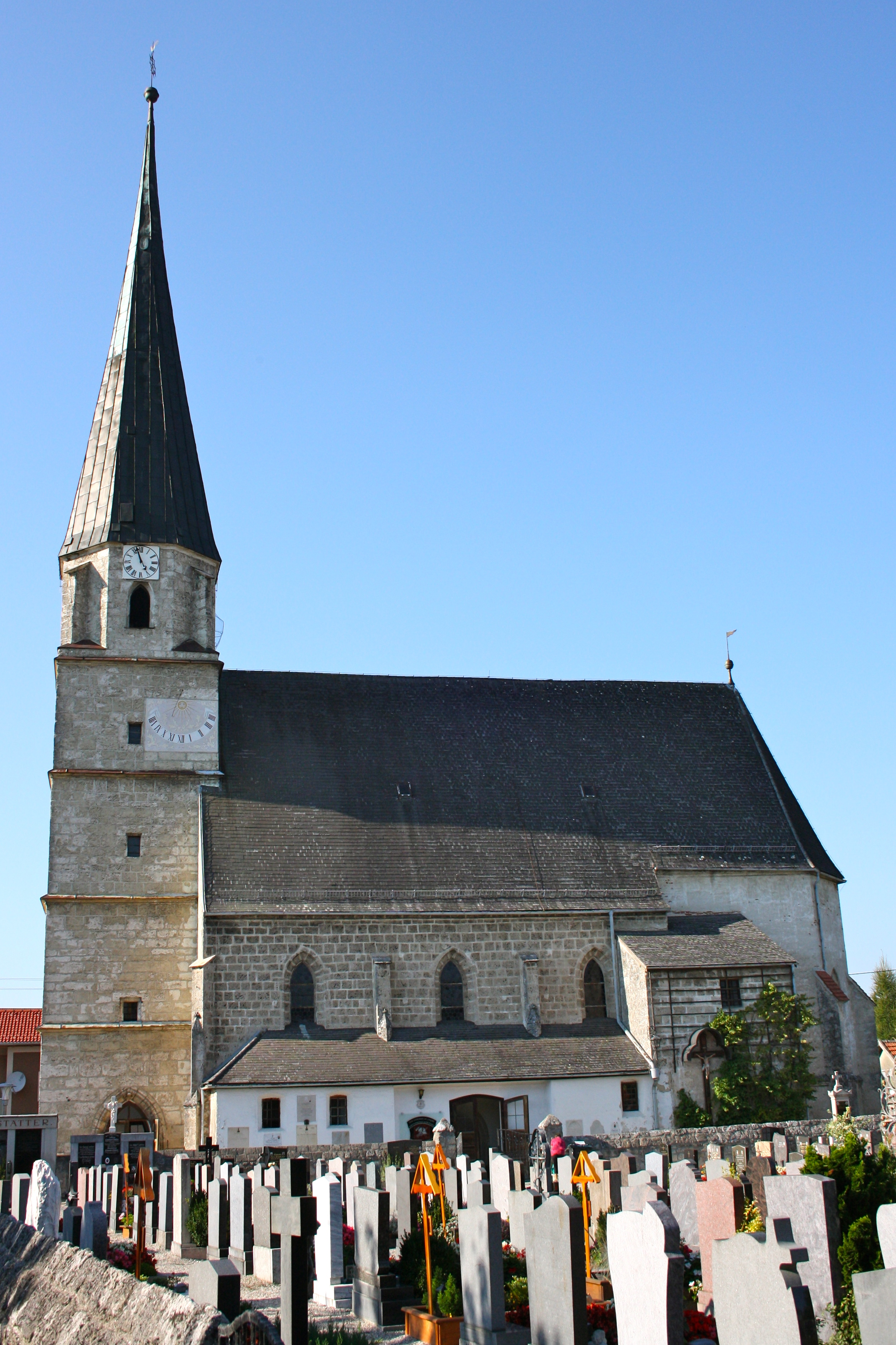
Pfarrkirche hl. Johannes der Täufer in Schwand im Innkreis

Die römisch-katholische Pfarrkirche Schwand im Innkreis mit dem Patrozinium hl. Johannes der Täufer steht im Ort Schwand im Innkreis in der Gemeinde Schwand im Innkreis in Oberösterreich. Seit dem 1. Jänner 2023 gehört Schwand im Innkreis als eine von 14 Pfarrteilgemeinden zur Pfarre Braunau der Diözese Linz. Die Kirche und der Kirchhof stehen unter Denkmalschutz.

## Geschichte
Der gotische Kirchenbau wurde um 1480 erbaut. Der Turm stammt aus dem Jahr 1497 und wurde aus Steinen der nahegelegenen Ruine Ratzlburg aufgebaut. Die gotische Sakristei wurde barock erweitert. Im Jahr 1641 wurde die Empore eingebaut. 1818 wurden die Chorfenster erweitert und drei Altäre aus der abgetragenen Kirche von Wilhelmsaltheim angekauft; die Altarbilder wurden durch Clemens della Croce neu geschaffen. Im Jahr 1821 wurde die Sakristei aufgestockt, vermutlich gleichzeitig der Chor erhöht. 1889/93 wurden der Hochaltar und zwei Seitenaltäre von Jakob Morodel geschaffen. Eine Restaurierung wurde 2012 durchgeführt.

## Architektur
Das einschiffige dreijochige Langhaus und der eingezogene einjochige Chor mit einem Fünfachtelschluss haben Netzrippengewölbe. Die dreiachsige Westempore zeigt die Jahresangabe 1641. Der Westturm hat eine achtseitige Glockenstube und trägt einen kupfergedeckten Spitzhelm. Das gotische Südportal hat eine Vorhalle. Die gotische Sakristei mit einem Sternrippengewölbe hat eine Tür mit einem gotischen Lilienbeschlag. Die Sakristei wurde barock erweitert.
Das Bauwerk ist in steinsichtigem Tuffsteinmauerwerk ausgeführt, nur der Chor und die ebenerdigen Anbauten sind verputzt. Der fünfgeschoßige Westturm ist mit Gesimsen gegliedert und mit spätgotischen gefasten Rechteckfenstern an der Südseite versehen. An der südlichen Turmfassade ist eine Sonnenuhr in Wandmalerei aufgebracht.
Im Innern zeigt das Langhaus eine spätgotische Wandgliederung durch Runddienste mit polygonalen Kapitellen. Das Netzrippengewölbe ist mit Kehlstab profiliert, die runden Schlusssteine zeigen bemalte Wappenschilde. Im Westen ist eine Doppelempore eingebaut, die untere mit der Jahreszahl 1641, darüber die hölzerne Orgelempore von 1862. Im Chor sind über kapitelllosen Polygondiensten anlaufende Sternrippengewölbe mit runden Schlusssteinen eingezogen.
Die einjochige Südvorhalle ist mit einem verzogenen Kreuzgratgewölbe gedeckt, das spitzbogige Südportal ist mit verstäbtem Profil gestaltet; die Holztür zeigt schmiedeeiserne Beschläge aus der ersten Hälfte des 17. Jahrhunderts. Gegen Westen ist eine vermutlich nach 1945 erbaute Kapellennische mit dreiseitigem polygonalen Schluss angefügt.

## Ausstattung
Die Einrichtung ist neugotisch. Am Hochaltar ist an der Wand ein rundbogiges Altarbild mit einer Darstellung der Taufe Christi von Clemens de la Croce von 1819 zu sehen. Auf einer truhenförmigen Mensa ist der Tabernakel mit Kruzifix aus dem ersten Drittel des 19. Jahrhunderts angeordnet. Zwei aus ursprünglich nicht zusammengehörigen Teilen kompilierte Seitenaltäre mit gemauerten Mensen zeigen links eine neobarocke Konsolfigur des Heiligen Sebastian und rechts eine Madonna auf einem Strahlenkranz.
Die Kirchenstühle sind von 1730.
Die Orgel ist ein Werk aus dem Jahr 1863 von Johann Nepomuk Carl Mauracher aus Salzburg mit acht Registern auf einem Manual und Pedal. Drei Glocken mit den Tönen e′, fis′ und a′ von 1949 stammen aus der Glockengießerei St. Florian. Ein Zügenglöckchen mit dem Ton d′ wurde nach Inschrift von Stephan Anton Guggl in Braunau im Jahr 1840 gegossen.